# Hexapleomera robusta
Hexapleomera robusta is een naaldkreeftjessoort uit de familie van de Tanaidae. De wetenschappelijke naam van de soort is voor het eerst geldig gepubliceerd in 1894 door Moore.